# Kirkley, Northumberland
Kirkley var en civil parish 1866–1955 när det uppgick i Ponteland, i grevskapet Northumberland i England. Civil parish var belägen 10 km från Morpeth och hade 132 invånare år 1951.